# Cynoglossus lachneri
Cynoglossus lachneri es una especie de pez de la familia Cynoglossidae en el orden de los Pleuronectiformes.

## Distribución geográfica
Se encuentran en las  costas del Océano Índico (Mar Rojo, Golfo de Omán, Seychelles, Mauricio, Madagascar, Comoras y la costa  continental africana desde Kenia hasta Mozambique).